# Timothée Pembélé
Timothée Joseph Pembélé (Beaumont-sur-Oise, 9 de setembro de 2002) é um futebolista francês que atua como lateral e zagueiro. Atualmente joga pelo Sunderland.

## Carreira

### Paris Saint-Germain
Pembélé inciou sua carreira no US Persan 03, onde permaneceu por sete anos até transferir em 2015 ao Paris Saint-Germain com 13 anos.  Em 4 de julho de 2018, assinou seu primeiro contrato professional com o Paris Saint-Germain com apenas 15 anos, sendo válido até 30 de junho de 2021.
Fez sua estreia profissional em 28 de novembro de 2020 no empate de 2–2 com o Bordeaux na 12ª rodada da Ligue 1, tendo atuado como zagueiro. Apesar de ter marcado um gol contra aos dez minutos de jogo a atuação de Pembélé foi definida como boa, onde foram destacados o bom uso de sua velocidade, visão de jogo e roubada de bola, além de bons passes verticais. Em 4 de dezembro de 2020, Pembélé estendeu seu contrato com o Paris até 2024. Seu primeiro gol pelo PSG ocorreu em 23 de dezembro, na vitória de 4–1 sobre o Strasbourg.

### Bordeaux
Em 10 de agosto de 2011, foi anunciado seu empréstimo ao Bordeaux por uma temporada com opção de compra. Logo em sua estreia, marcou um dos gols do empate de 2–2 com oMarseille. Em 19 de dezembro de 2021, fez dois gols na goleada de 10–0 sobre o Jumeaux de M'zouazia em jogo da Copa da França. Em 10 de abril de 2022, acabou sofrendo uma lesão nos ligamentos numa partida contra o Metz, sendo sua última partida na temporada e pelo clube. O Bordeaux acabou rebaixado e optou por não exercer sua compra, tendo em 9 de junho de 2022 anunciado o retorno de Pembélé ao clube parisiense. Disputou 28 partidas e fez três gols.

#### Retorno ao Paris Saint-Germain
Pembélé perdeu a primeira parte da temporada de 2022–23 devido a lesão sofrida ainda no empréstimo ao Girondins. Depois de nove meses ausente dos campos, Pembélé voltou a atuar pela primeira vez 19 de janeiro de 2023, entrando no decorrer da vitória por 5–4 sobre o combinado Riyadh Season Team num amistoso. Sua primeira partida pós-lesão foi na goleada de 7–0 na Copa da França em 23 de janeiro de 2023 sobre o Pays de Cassel.
Disputou 15 partidas e marcou um gol pelo clube parisiense, transferindo-se para o Sunderland em 2023.

### Sunderland
Foi anunciado oficialmente pelo Sunderland em 1 de setembro de 2023, por um valor não divulgado e tendo assinado contrato por cinco anos.

## Seleção Francesa
Pembélé representou várias categorias de base da França. No Sub-17, foi um dos convocados para disputar o Campeonato Europeu da categoria em 2019 em abril, tendo sido eleito para a Seleção do torneio ao final. No mesmo ano, apesar de ter ficado da lista principal dos convocados na Copa do Mundo em outubro, Pembélé foi convocado para substituir o lesionado Jean-Claude Ntenda. Fez dois gols no torneio, na fase de grupos e na goleada por 6–1 sobre a Espanha nas quartas de final. Porém, a França acabou eliminada pelo anfitrião Brasil por 3–2 e disputou o terceiro lugar, vencendo oo Países Baixos por 3–1.
Em 2 de julho de 2021, Pembélé foi incluído na lista dos convocados para representar a França nos Jogos Olímpicos de Tóquio.

## Estilo de jogo
Podendo atuar em ambas laterais e como zagueiro, Pembélé é descrito como defensor versátil. Apesar de atuar pela esquerda, prefere atuar pela direita por ser destro.
Pembélé também é avaliado com boa técnica e imposição física no lado em que está no campo. Ele possui habilidades acima da média na leitura do jogo, o que o ajudou a se reposicionar em campo durante as partidas. Pembélé é um ladrão de bolas com seu ritmo e tenacidade, usando sua técnica de girar enquanto vai à linha lateral e acelera o adversário que estava marcando momentos antes.

## Vida pessoal
Pembélé nasceu em Beaumont-sur-Oise, porém tem origens congoloses e por isso, tem dupla cidadania.

## Títulos

### Paris Saint-Germain
- Ligue 1: 2022–23[carece de fontes?]
- Coupe de France: 2020–21[carece de fontes?]
- Supercopa da França: 2020[carece de fontes?]

### Prêmios individuais
- Seleção do Campeonato Europeu de Futebol Sub-17 de 2019[carece de fontes?]